# Gulkronad eufonia
Gulkronad eufonia (Euphonia luteicapilla) är en fågel i familjen finkar inom ordningen tättingar.

## Utseende
Gulkronad eufonia är en liten och kompakt fink med kort stjärt och knubbig näbb. Undersidan är gul och ovansidan blåsvart. Hanen skiljer sig från liknande arter genom helgul hjässa och mörk strupe. Honan är mycket lik andra eufonior, men ses ofta i par eller smågrupper med hanar.

## Utbredning och systematik
Fågeln förekommer i tropiska östra Nicaragua till Costa Rica och Panama. Den behandlas som monotypisk, det vill säga att den inte delas in i några underarter.

### Familjetillhörighet
Tidigare behandlades släktena Euphonia och Chlorophonia som tangaror, men DNA-studier visar att de tillhör familjen finkar, där de tillsammans är systergrupp till alla övriga finkar bortsett från släktet Fringilla.

## Levnadssätt
Gulkronad eufonia hittas i öppen skog, skogsbryn och trädgårdar. Den ansluter ofta till kringvandrande artblandade flockar tillsammans med exempelvis skogssångare och tangaror.

## Status
Arten har ett stort utbredningsområde och beståndet anses stabilt. Internationella naturvårdsunionen IUCN listar den därför som livskraftig (LC). Beståndet uppskattas till i storleksordningen en halv till fem miljoner vuxna individer.